# Бульбит
Бульбит — воспаление луковицы двенадцатиперстной кишки. Луковица непосредственно открывается в проток жёлчного пузыря. Бывает острым, катаральным (хроническим), поверхностным и эрозивным (происходит образование дефектов на поверхности слизистой оболочки двенадцатиперстной кишки).

## Причины возникновения бульбита
- гастрит
- чрезмерное употребление сладкой пищи
- чрезмерное употребление солёной пищи
- чрезмерное употребление жирной пищи, «fast foods»
- генетическая предрасположенность
- травмы желудочно-кишечного тракта
- дефекты на поверхности двенадцатиперстной кишки
- болезнь Крона
- лямблиоз и т. д.

Большую роль в образовании бульбита играет бактерия Helicobacter pylori — способствует воспалению слизистой оболочки желудка и двенадцатиперстной кишки, что приводит к существенному изменению pH-кислотности содержимого луковицы.

## Симптомы бульбита
Бульбит имеет разную симптоматику в своём образовании. Он может проявляться как со сложными (острыми) симптомами, так и с малозаметными. При острой симптоматике боли могут быть достаточно сильными, могут сопровождаться тошнотой и многократной рвотой, иногда с желчью. Во рту может ощущаться горьковатый привкус. Провоцирование такого бульбита часто бывает после злоупотребления лекарствами или после сильнейшего отравления. Это можно объяснить тем, что в составе таблеток всегда содержится такой химический состав, который является мощным раздражителем для слизистой. Также наблюдаются головные боли.

## Лечение бульбита
При появлении приступа бульбита целесообразно сразу же принять антацидные препараты (Алмагель, Гастал, Маалокс и пр.). Но это временное облегчение. Важным фактором успешного выздоровления является, конечно же, правильно подобранная тактика в лечении определенного вида бульбита.
При остром бульбите назначают помимо антацидных препаратов, спазмолитические средства (Но-шпа, Баралгин, Папаверин). Эти препараты помогут облегчить болевые приступы, посредством расслабления тонуса гладкой мускулатуры. Также целесообразно назначить в первые дни заболевания диету или голодание. Лучше всего лечение острого бульбита желудка проводить в условиях стационара, где может потребоваться промывание желудка для исключения отравления. Также могут назначить капельницы с физраствором для снятия симптомов интоксикации организма. Там же проведут дополнительные методы обследования, при результатах которых будет выбрана наиболее выгодная тактика лечения острого бульбита двенадцатиперстной кишки.
При хроническом и катаральном бульбите назначают антибактериальную терапию, так как данный вид бульбита развивается, как правило, из-за хеликобактерной инфекции. Антибиотики назначают с учётом чувствительности возбудителя к ним. Это могут быть определённые группы антибиотиков, которые действуют на клетку самого возбудителя — Амоксициклин, Вильпрафен, Суммамед, Де-нол и другие. Иногда могут назначить Метронидазол, однако в наше время его эффективность среди потенциальных «убийц» хеликобактерий оспаривается. Также при этом виде бульбита назначается длительная диета. Кроме того, необходимо отказаться от курения. По возможности избегать стрессовых ситуаций. Необходимо отказаться от приёма всяческих пищевых добавок, они также могут являться провоцирующим фактором для обострения катарального и хронического бульбитов. Также при стрессовых ситуациях во время лечения этого вида бульбита назначают успокоительные и седативные препараты. Следует понимать и быть психологически готовым к тому, что придётся пересмотреть привычный образ жизни, так как лечение будет комплексным и длительным.